# Lebedos

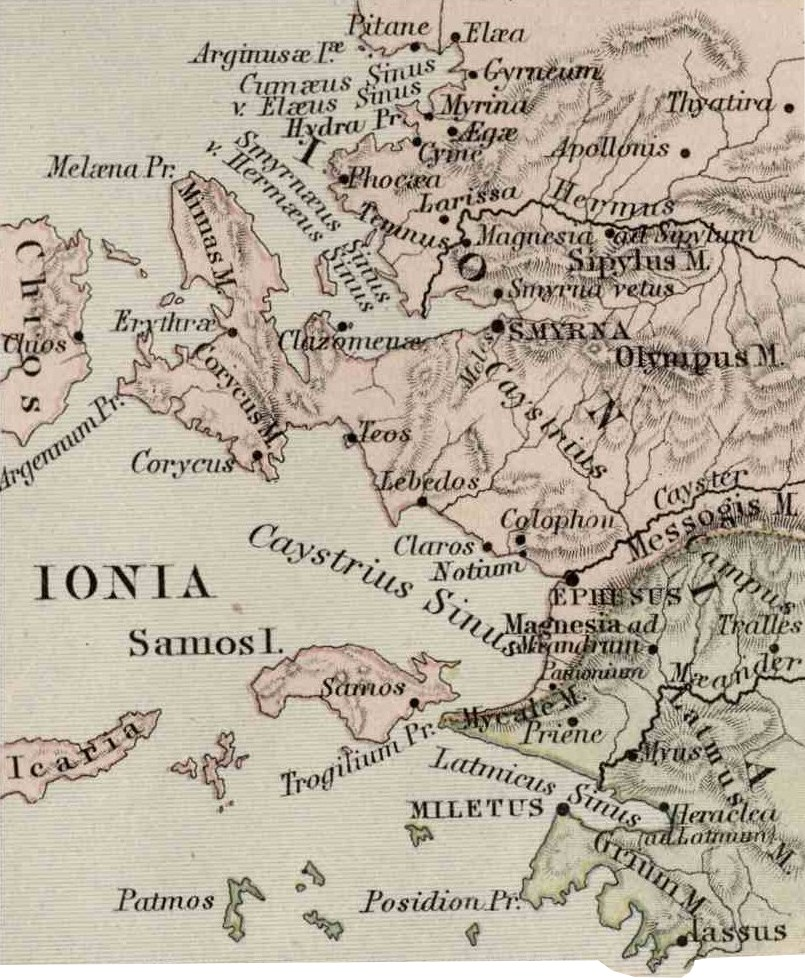
Karta över Jonien, Lebedos ungefär i kartans mitt.

Lebedos var i forntiden en av de tolv städerna i det joniska förbundet på Lydiens kust i Mindre Asien, nordväst om Kolofon. Ursprungligen ska den ha bebotts av karer, men efter hand invandrade joner under ledning av Andraimon, en son till Kodros. Lebedos blomstrande handel sjönk betydligt sedan Lysimachos under 200-talet f.Kr. flyttat en del av stadens befolkning till Efesos. Under romartiden hölls i Lebedos stora Dionysos-fester och skådespelargillen, men annars var staden obetydlig. Ruinerna av staden ligger vid det nuvarande Hypsili Hissar.
Horatios skrev ”Vet du hur det är i Lebedos? En byhåla mer öde än Gabii och Fidenae. Ändå skulle jag vilja leva där, glömmande de mina och bortglömd av dem, och från land betrakta det på avstånd rasande havet”. Citerad av Nobelpristagaren Peter Handke i inledningen på boken ”Mitt år i Ingenmansland”. 